# بسيم (اسم)
بسيم هو اسم علم مذكر من أصل عربي، ومعناه هو صيغة مبالغة من باسم، من كيثر التبسم ويبدو التبسم على ملامحه جميلًا محببًا.

## شخصيات تحمل الاسم
- بسيم الريس (1970 – )

## وصلات خارجية
- موسوعة السلطان قابوس لأسماء العرب